# Résolution 423 du Conseil de sécurité des Nations unies
Membres permanents
- Chine
- États-Unis
- France
- Royaume-Uni
- URSS

Membres non permanents
- Allemagne de l'Ouest
- Bolivie
- Canada
- Gabon
- Inde
- Koweït
- Mauritanie
- Nigéria
- Tchécoslovaquie
- Venezuela

Résolution no 422 Résolution no 424
La résolution 423 du Conseil de sécurité des Nations unies, adoptée le 14 mars 1978, après avoir rappelé les résolutions sur sur la Rhodésie du Sud, notamment la résolution 415 (1977), a condamné les tentatives du « régime raciste illégal » de Rhodésie du Sud pour conserver le pouvoir et empêcher l'indépendance du Zimbabwe. Le Conseil de sécurité a également critiqué les exécutions de prisonniers politiques et les actions contre les pays voisins,,.

## Histoire
Le Conseil a déclaré que toute implantation du régime en Rhodésie du Sud serait illicite et a demandé aux autres États membres de ne pas le reconnaître. Il a également appelé le « régime illégal » à transférer le pouvoir et à organiser des élections libres et équitables, exigeant du gouvernement du Royaume-Uni qu'il prenne toutes les mesures nécessaires pour mettre fin audit régime.
La résolution appelle ensuite toutes les parties concernées à entamer des négociations pour parvenir à une véritable décolonisation du territoire. Enfin, la résolution 423 demandait au secrétaire général de surveiller la situation et de lui faire rapport au plus tard le 15 avril 1978.
La résolution a été adoptée par 10 voix contre zéro ; le Canada, la France, l'Allemagne de l'Ouest, le Royaume-Uni et les États-Unis se sont abstenus.

## Voir également
- Liste des résolutions du Conseil de sécurité des Nations unies adoptées en 1978
- Guerre du Bush de Rhodésie du Sud